# Martin-chasseur funèbre
Todiramphus funebris
Espèce
Statut de conservation UICN

 LC C2a(ii) : Préoccupation mineure
Le Martin-chasseur funèbre (Todiramphus funebris) est une espèce d'oiseau de la famille des Alcedinidae, endémique à l'île de Halmahera, aux Moluques (Indonésie).